# سباستيان رينكون
سباستيان رينكون (بالإسبانية: Sebastián Rincón)‏ (14 يناير 1994 في كولومبيا - ) هو لاعب كرة قدم كولومبي في مركز الهجوم. لعب مع إنديبنديينتي سانتا في وبورتلاند تمبرز وتيغري وأتيناس دي سان كارولس.

## وصلات خارجية
- سباستيان رينكون على موقع الدوري الأمريكي (الإنجليزية)
- سباستيان رينكون على موقع قاعدة بيانات كرة القدم.إي يو (الإنجليزية)
- سباستيان رينكون على موقع Soccerway.com (الإنجليزية)